# Північноамериканський тритон
Північноамериканський тритон (Notophthalmus) — рід земноводних родини саламандрові ряду Хвостаті. Має 3 види.

## Опис
Загальна довжина представників цього роду сягає 15 см за своєї будовою схожі на тритонів роду Великий тритон. Статевий диморфізм виражений у наявності у самців 10—12 шлюбних мозолів на задніх лапах, які під час шлюбного періоду збільшуються у розмірах. Наділені 3—4 порами, які лежать у ряд одна за одною за скронею. Шкіра гладенька та м'яка, тулуб і хвіст стислі з боків.
Забарвлення здебільшого коричневе з зелений або жовтими відтінками. На спині також присутні помаранчеві або червоні смуги чи цяточки. Черево світліше за спину. Молоді особини забарвлені набагато яскравіше за дорослих.

## Спосіб життя
Полюбляють лісову місцину, часто зустрічається серед вологих місць. Молоді тритони значний час проводять у воді. Дорослі особини часто виходять на суходіл. Активні як вдень, так й вночі. Живляться безхребетними: ракоподібними та молюсками.
Це яйцекладні земноводні. Самиці відкладають до 400 яєць. Метаморфоз триває до 5 місяців.

## Розповсюдження
Мешкають у США та Мексиці, а також на деяких територіях південної Канади.

## Види
- Notophthalmus meridionalis
- Notophthalmus perstriatus
- Notophthalmus viridescens